# 요괴
|  |
|  |
|  |
|  |
|  |
|  |

요괴(일본어: 妖怪 ようかい[*], 영어: supernatural monster, demon)는 전설, 민담 등에 등장하는 가공의 생물이다. 요마(妖魔)라고도 한다. 주로 한국, 중국, 일본 등의 민담에서 사람에게 해를 끼치거나 신비로운 힘을 가진 것처럼 묘사되며 매체에 따라 기괴하거나 때론 귀엽게 묘사되기도 한다. 유럽의 전설, 신화 등에 등장하는 요정이나 괴물이 요괴와 비슷한 위치에 있다. 요괴는 주로 동물, 인간, 유령의 형태로 나타나거나, 서로 섞인 형태로 나타난다. 그리스 신화의 미노타우로스나 키클롭스, 켄타우로스를 예로 들 수 있다.

## 일본
일본에서는 이누야샤처럼 대놓고 사람을 멸시하는 정직한 요괴들보다 사람인 척하는 요괴가 더 위험하고 무섭다는 작품들도 있으며 문맥에 따라서는 인간을 경계하는 의미로 사용되기도 한다.

## 요괴를 소재로 한 작품
- 중국 소설: 오승은의 서유기
- 일본 만화/애니메이션: 이누야샤, 요괴워치,이누X보쿠SS, 게게게의 키타로, 유유백서, 최유기, 지박소년 하나코 군, 귀멸의 칼날, 반요 야샤히메, 나츠메 우인장, 오늘부터 신령님
- 한국 애니메이션: 신비아파트, 머털도사
- 한국 만화: 여우자매
- 한국 드라마: 구가의 서

## 학문 대상으로서의 요괴: 요괴학
요괴학은 일본에서 시작되었고, 실제로 요괴학이라는 이름도 일본의 이노우에 엔료(일본어: 井上 円了)가 처음으로 제창한 개념이다. 대한민국에서 개별 논문과 비전문가가 쓴 것을 제외한다면 전문 학술서로는 이후남 교수의 《한국 고전소설의 요괴》(한국학중앙연구원출판부, 2022년)가 거의 처음이다.

## 요괴학 관련 논저
- 고마쓰 가즈히코 지음, 천혜숙·이정희 옮김, 《요괴학의 기초지식》, 민속원, 2021년
- 이후남, 《한국 고전소설의 요괴》, 한국학중앙연구원출판부, 2022년